# انامق
انامق یکی از روستاهای استان آذربایجان شرقی است که در دهستان میشاب شمالی بخش مرکزی شهرستان مرند واقع شده‌است.در روستای انامق سد زیبایی وجود دارد که باعث جذب مهمانان به آن منطقه می شود.